# Niepoględzie
Niepoględzie (kaszb. Niepòglãdzé, niem. Nippoglense) – wieś kaszubska w Polsce położona w województwie pomorskim, w powiecie słupskim, w gminie Dębnica Kaszubska na północnym obrzeżu Parku Krajobrazowego Dolina Słupi nad jeziorem Konitowskim. Wieś jest siedzibą sołectwa Niepoględzie w którego skład wchodzi również miejscowość Grabówko. Na południe od miejscowości znajduje się jezioro Głębokie. W miejscowości znajduje się stylowy, dwuskrzydłowy pałac angielski.
W latach 1975–1998 miejscowość administracyjnie należała do województwa słupskiego.

## Nazwa
Nazwa miejscowości, odnotowana po raz pierwszy w 1453 w formie Nippeghlenze, ma pochodzenie słowiańskie i charakter dzierżawczy. Powstała przez dodanie do nazwy osobowej *Niepogląd formantu *ьje. Niemiecka nazwa Nippoglense jest adaptacją fonetyczną pierwotnej nazwy słowiańskiej.
Rada Języka Kaszubskiego proponuje kaszubską formę nazwy Niepòglãdzé.

## Historia
Wieś po raz pierwszy była wzmiankowana na początku XV wieku, od 1432 do 1565 było lennem rodu von Zitzewitz, a następnie von Krockow. W 1646 właścicielem został Georg von Puttkamer, w 1653 zginął razem z sześciorgiem dzieci podczas rejsu do Szwecji. Następnie Niepoględzie należało do elektora brandenburskiego, od 1699 było lennem Simona von Pirch, a następnie jego syn Gneomar. W 1773 właścicielami ponownie został ród von Zitzewitz i pozostawał w ich posiadaniu do 1883, gdy Adolf i Mathilde von Zitzewitz zapisali majątek w Niepoględziu Jesco von Puttkamerowi, którego potomkowie zarządzali do 1945.

Herb von Zitzewitz
Herb von Puttkamer
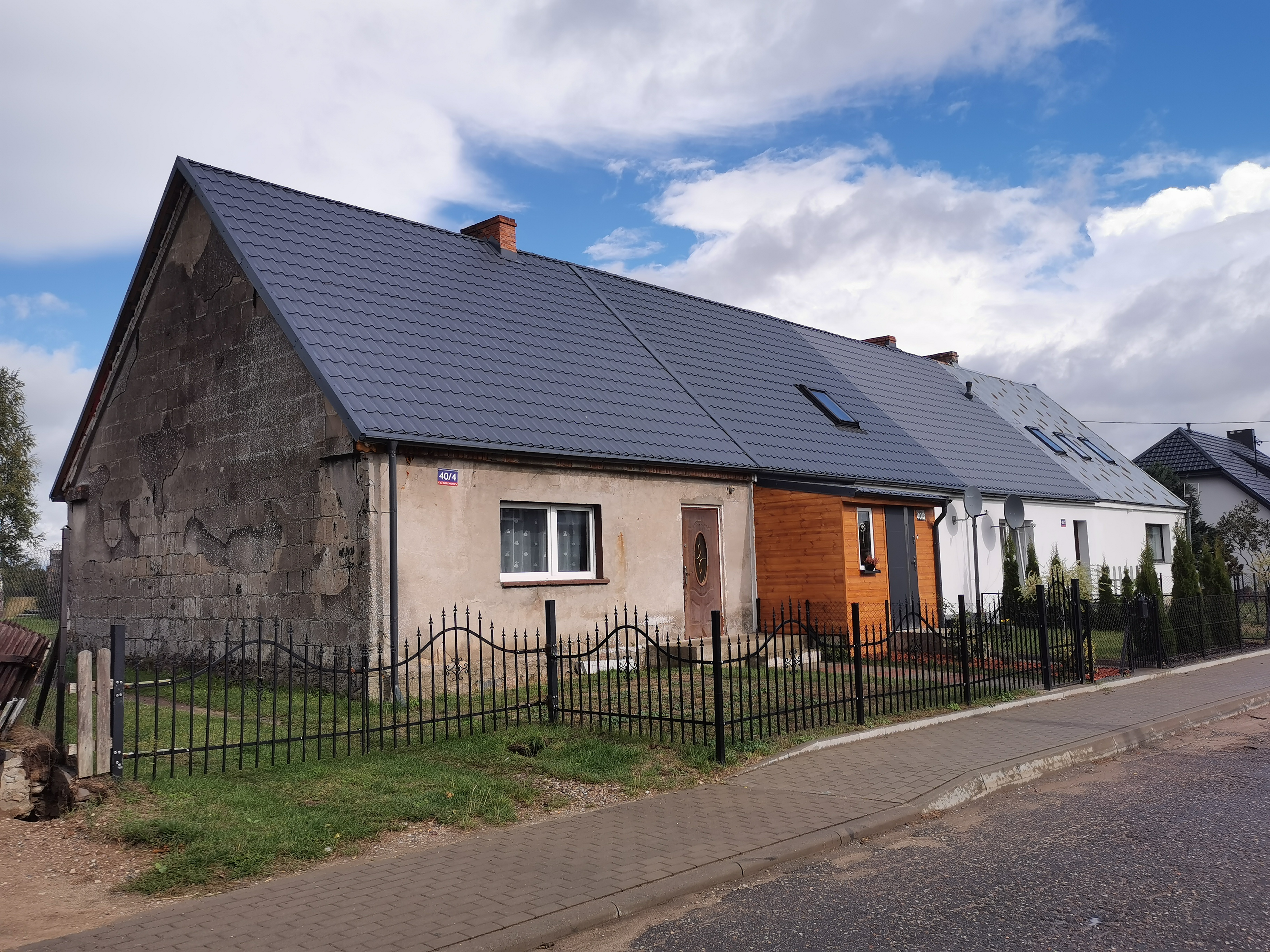
Budynek nr 40 przy ul. K. Wojtyły
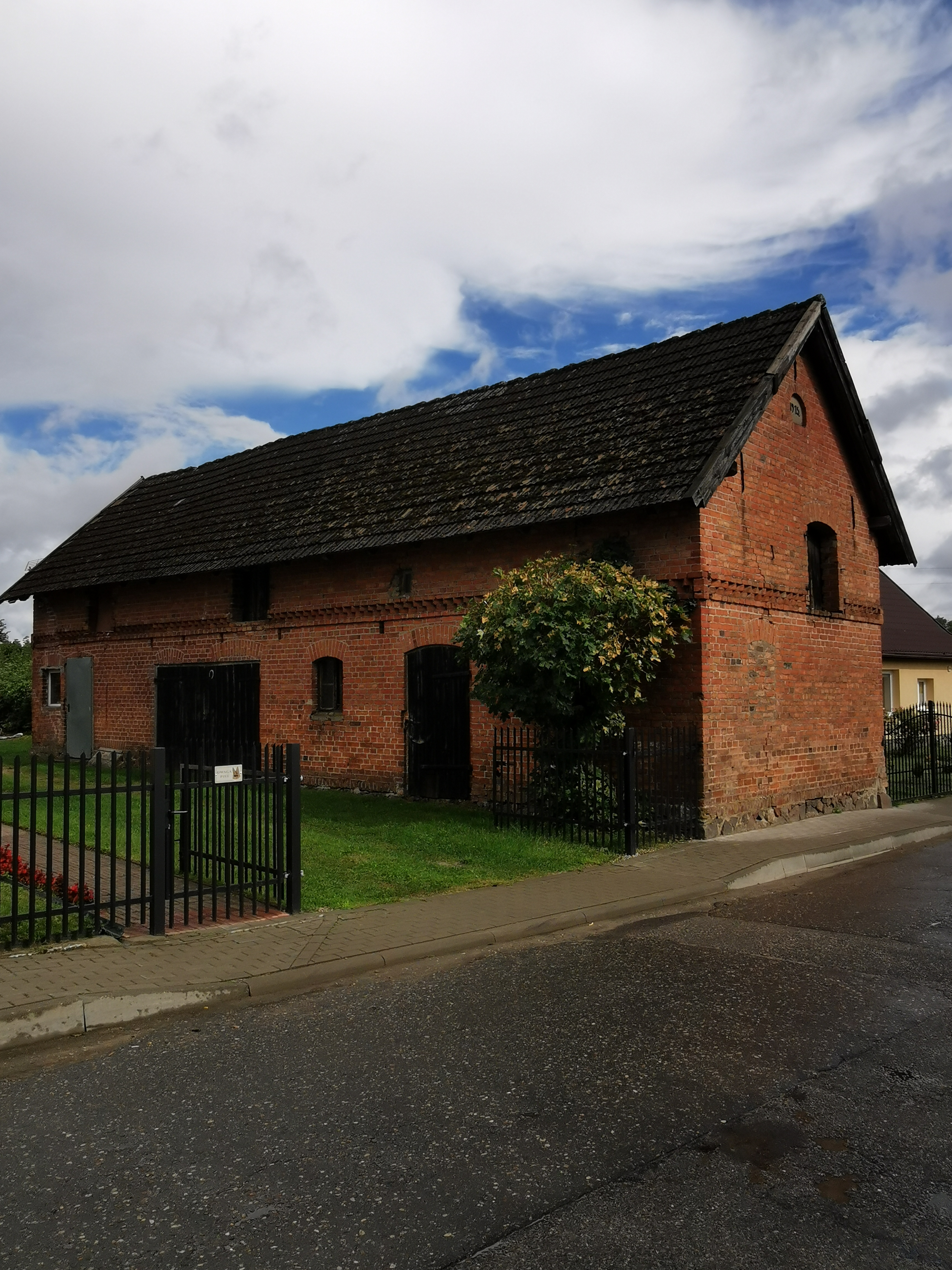
Zabudowa przy budynku nr 32, ul. K. Wojtyły
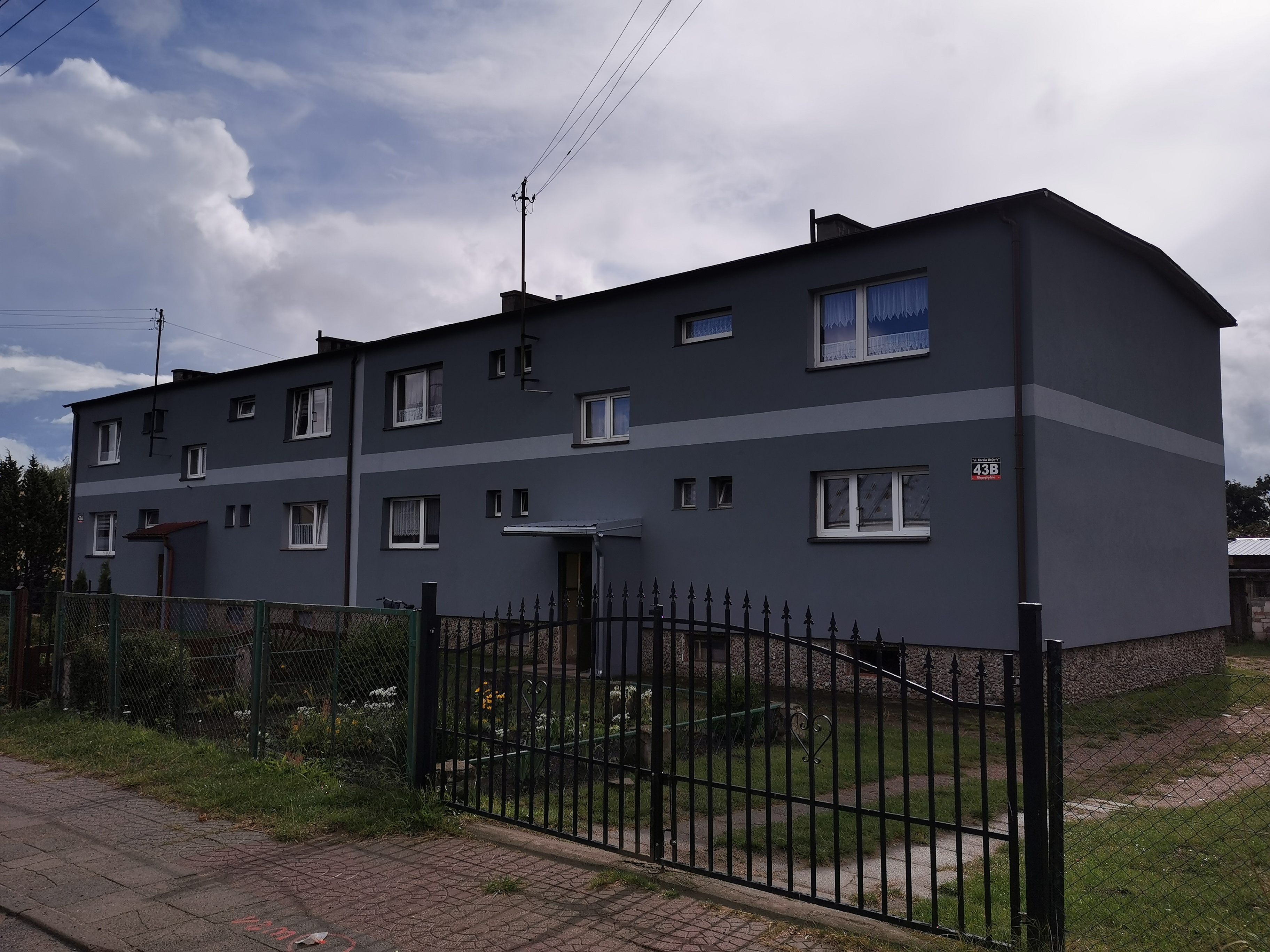
Budynek nr 43A i 43B przy ul. K. Wojtyły

## Zabytki
- Neorenesansowy pałac posiadający dwa piętrowe skrzydła nakryte dachami mansardowymi. Na ich połączeniu ośmioboczna wieża nakryta hełmem stożkowym. W otoczeniu pozostałości parku znajdują się zabudowa folwarczna, gorzelnia i kuźnia[9].

## Cmentarze
W Niepoględziu znajdują się dwa nieczynne cmentarze – wiejski i rodowy. Pierwszy z nich jest zlokalizowany na północ od zabudowań wsi, przy drodze do Budowa, drugi zaś – na południe. Cmentarz wiejski został założony na planie prostokąta. Przy wejściu na jego teren znajduje się drewniany krzyż. Zachowały się fragmenty nagrobków, między innymi z kamienia, część z czytelnymi inskrypcjami. Jedna z inskrypcji głosi Co mnie spotkało / was nie minie / ja jestem w domu / wy jeszcze w gościnie. Niektóre z nagrobków pochodzą z lat 60. XIX wieku.

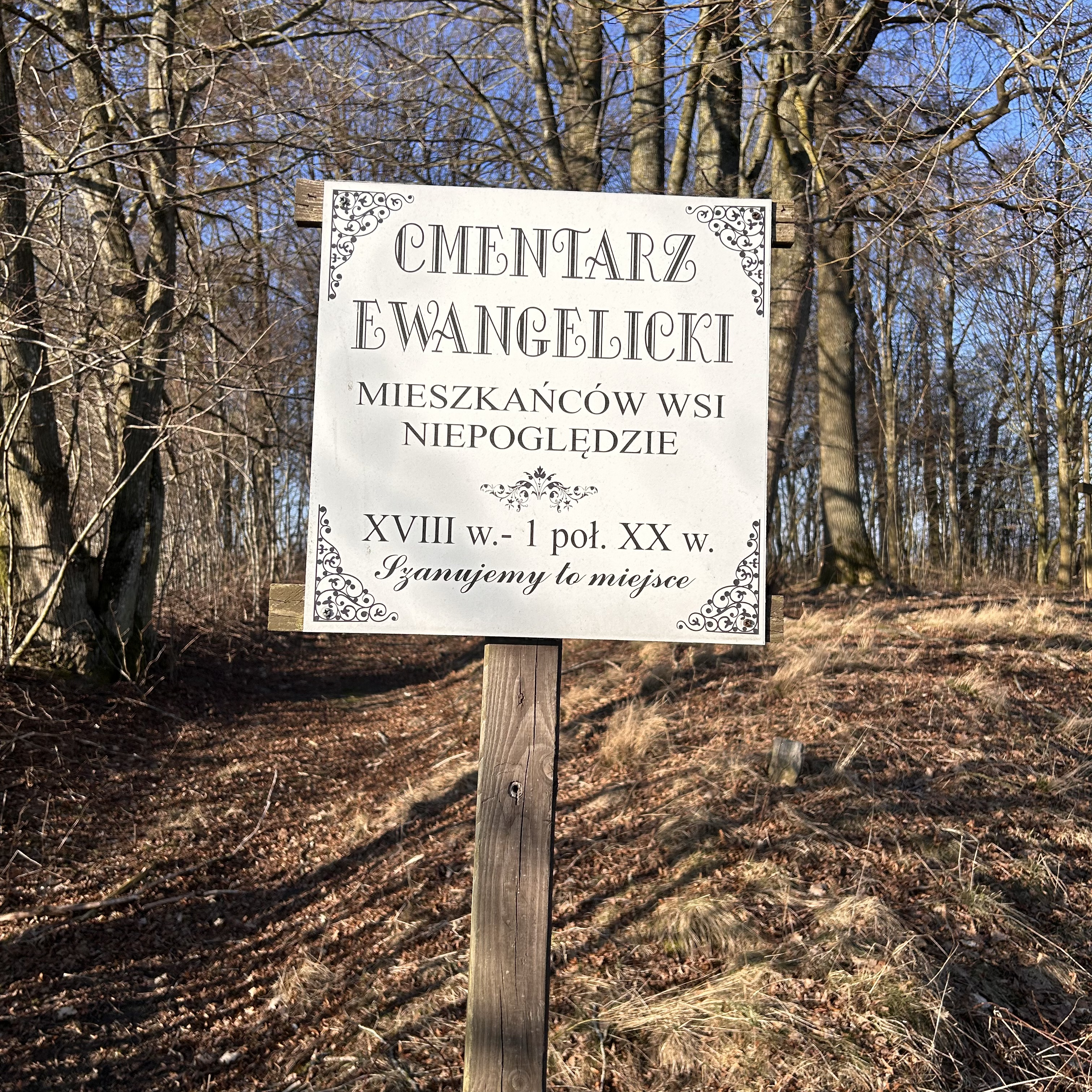
Tablica na nieczynnym cmentarzu ewangelickim
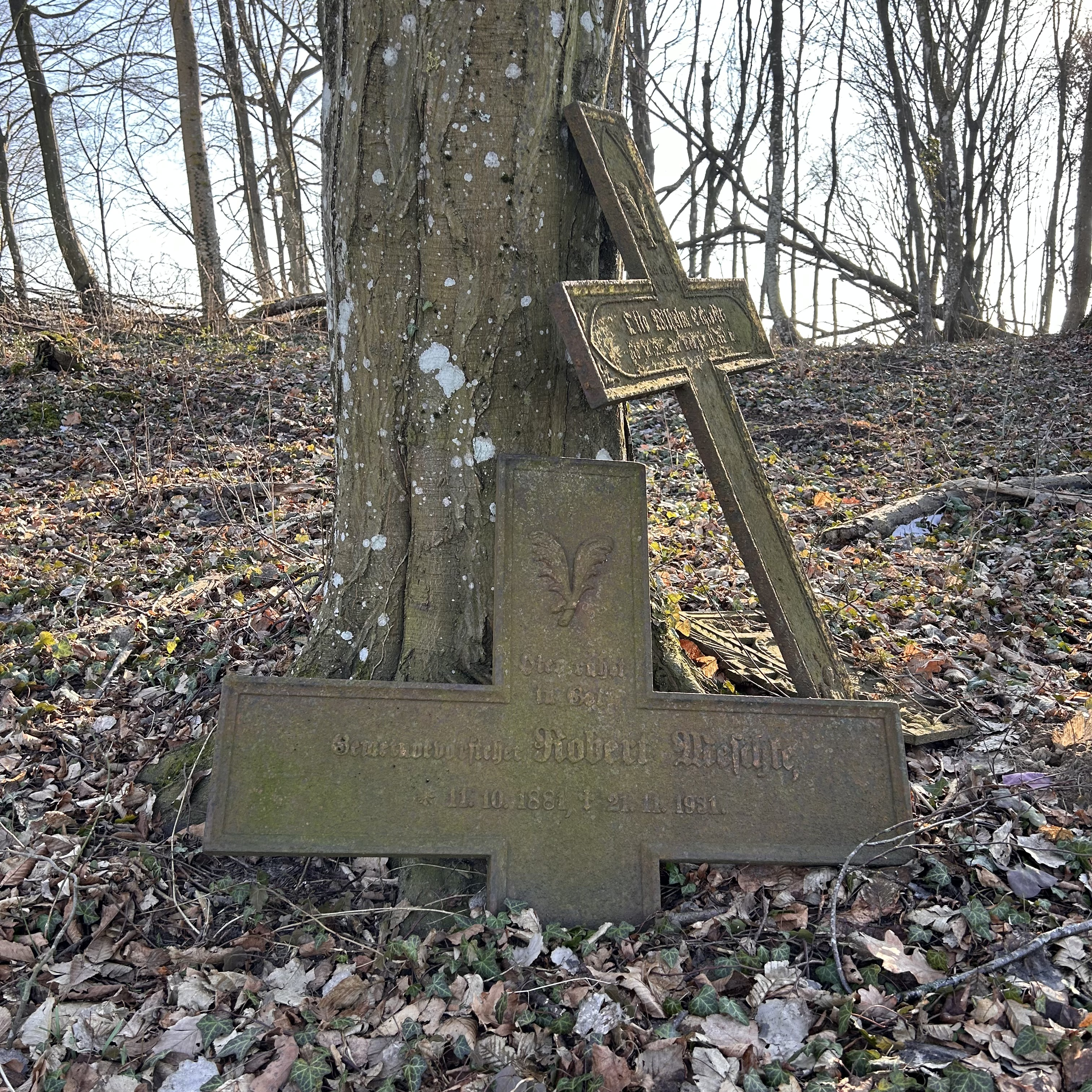
Fragment krzyża: Robert Meschke (1881-1931)
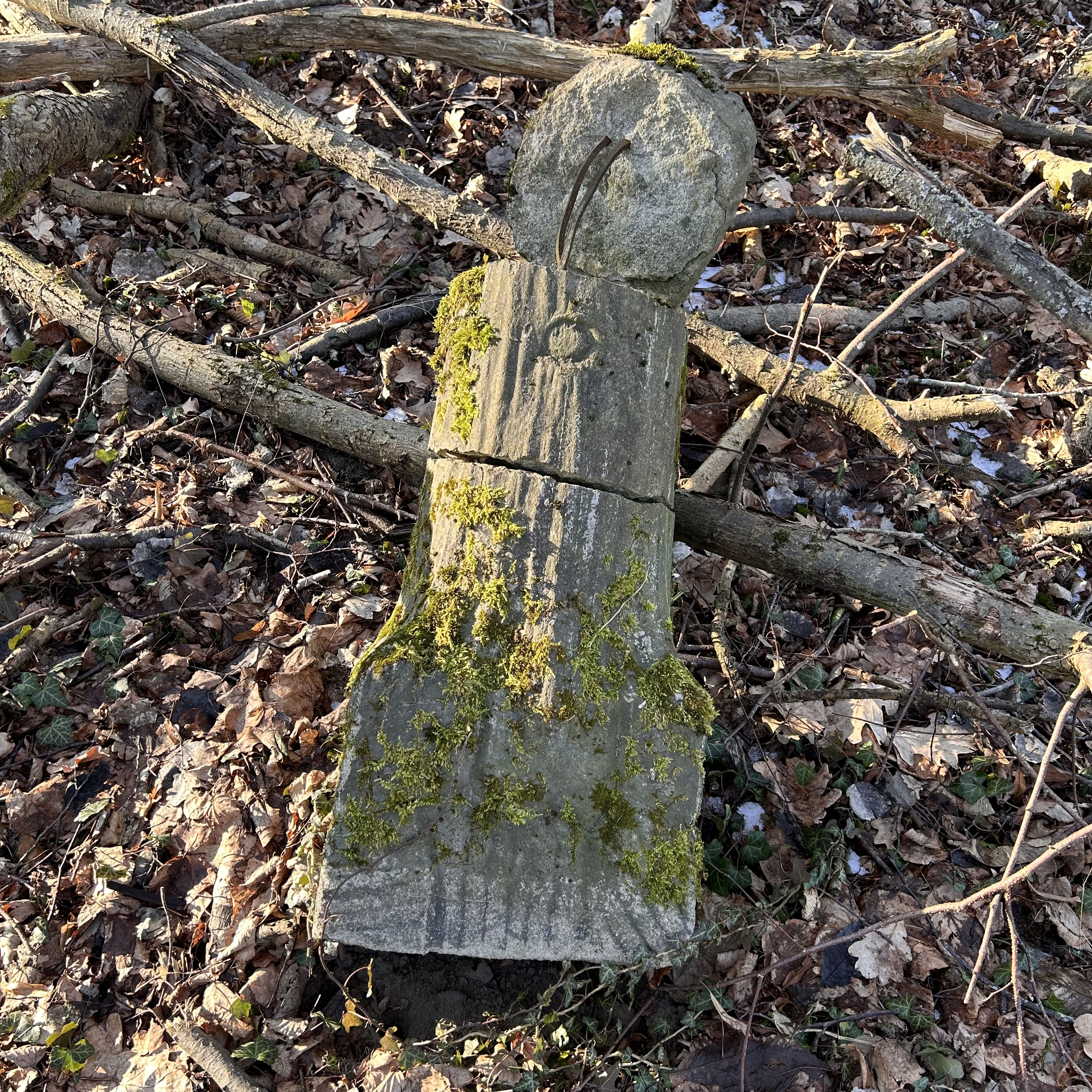
Kamienny nagrobek
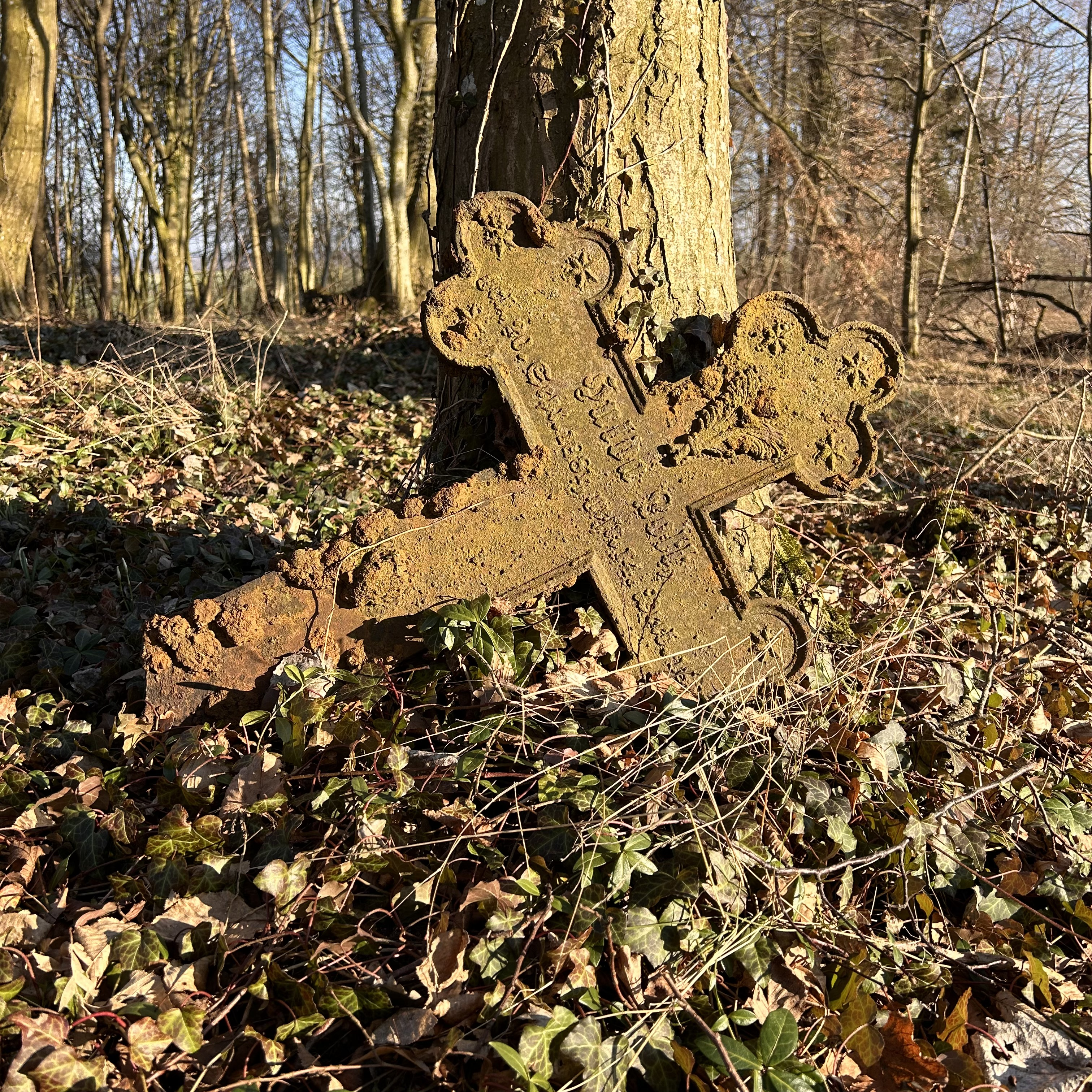
Żeliwny krzyż: Hulda Lull (ur. 1881)
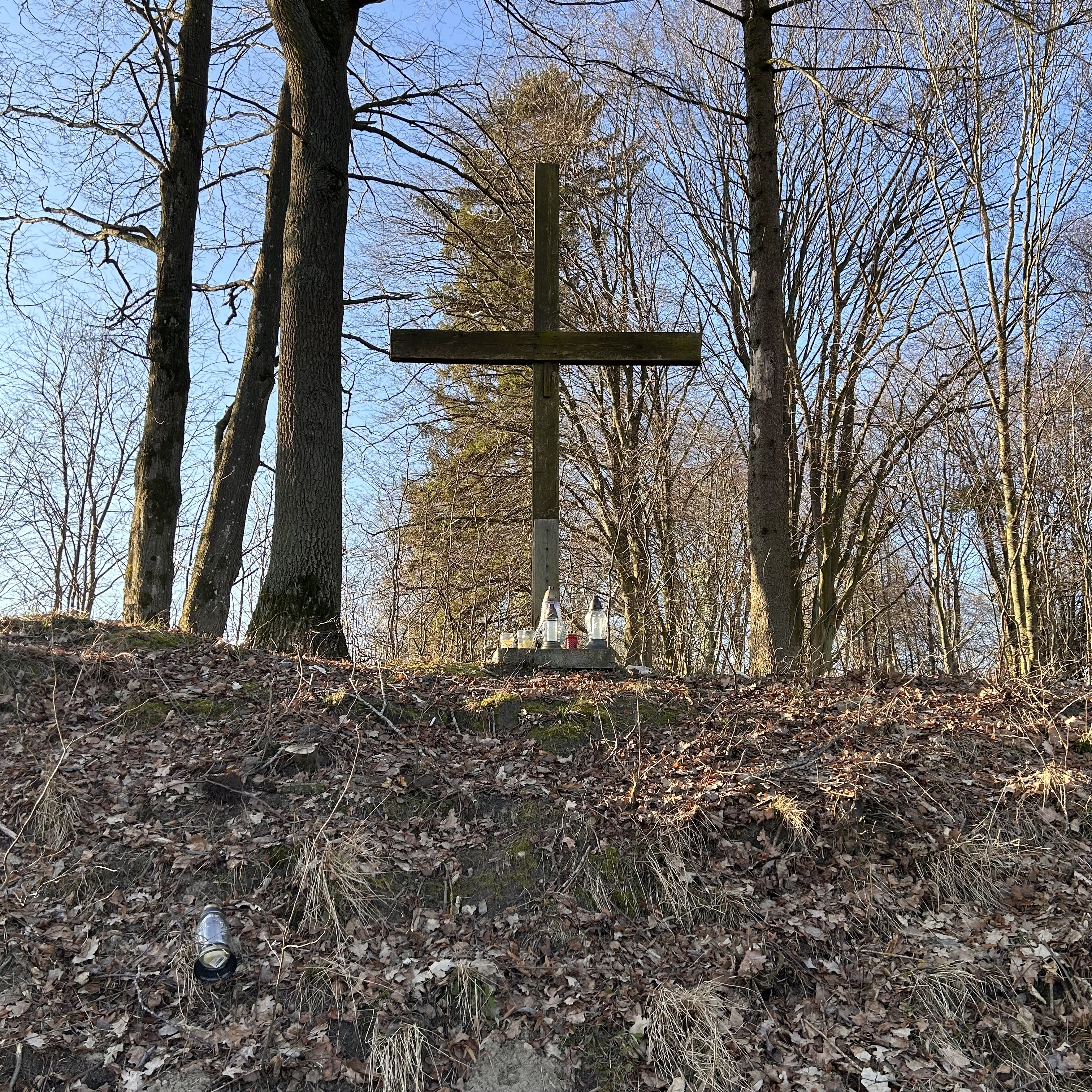
Drewniany krzyż